# Barrage de Bhakra
 (janvier 2016).
Si vous disposez d'ouvrages ou d'articles de référence ou si vous connaissez des sites web de qualité traitant du thème abordé ici, merci de compléter l'article en donnant les références utiles à sa vérifiabilité et en les liant à la section « Notes et références ».

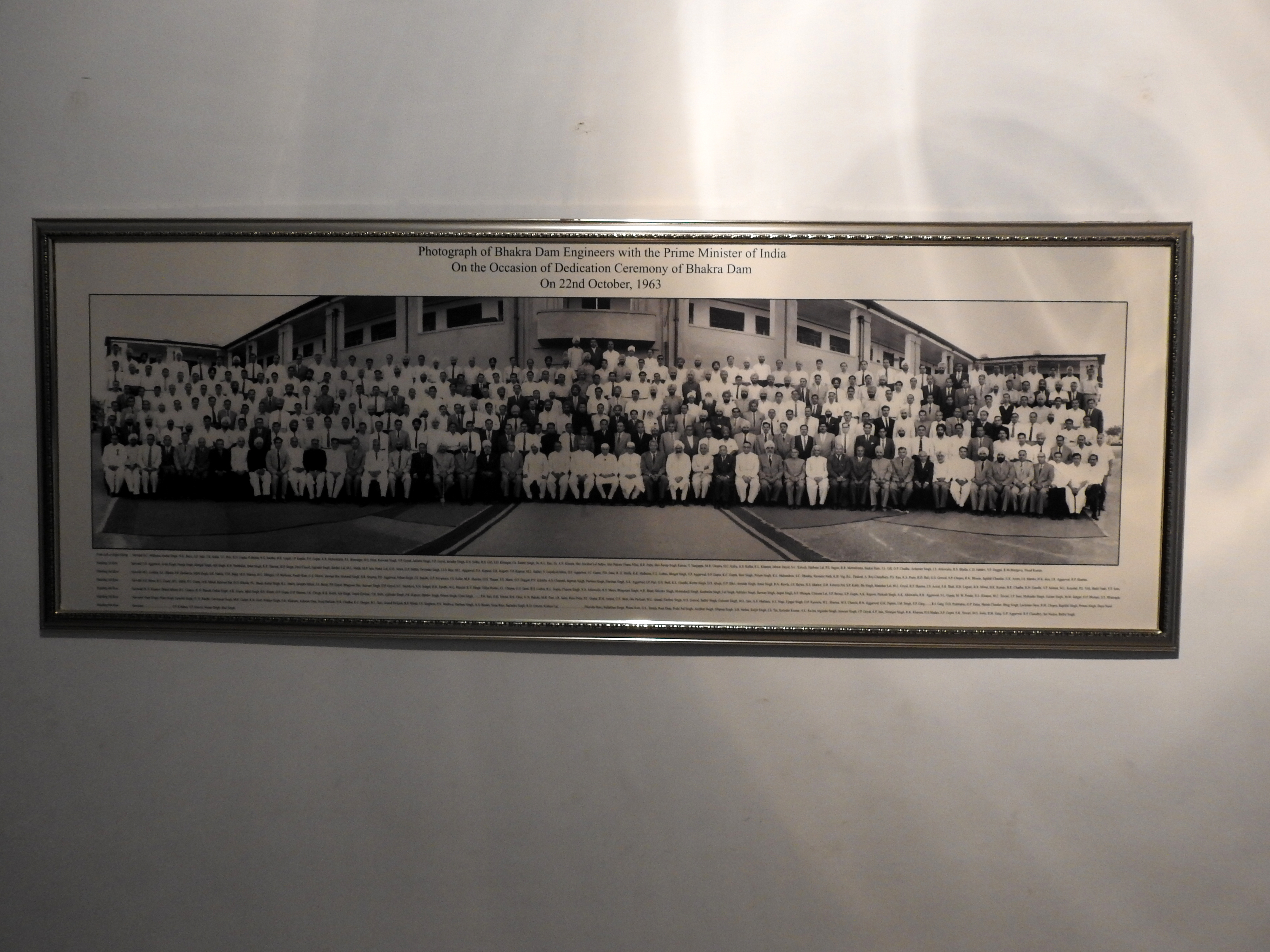
Pt. Jawaharlal Nehru with group of engineers who constructed Bhakra Dam 03

Le barrage de Bhakra est un barrage situé en Inde, dans l'Etat d'Himachal Pradesh, sur le Sutlej, un affluent de l'Indus. Il est associé à une centrale hydroélectrique de 1 325 MW.